# Templu

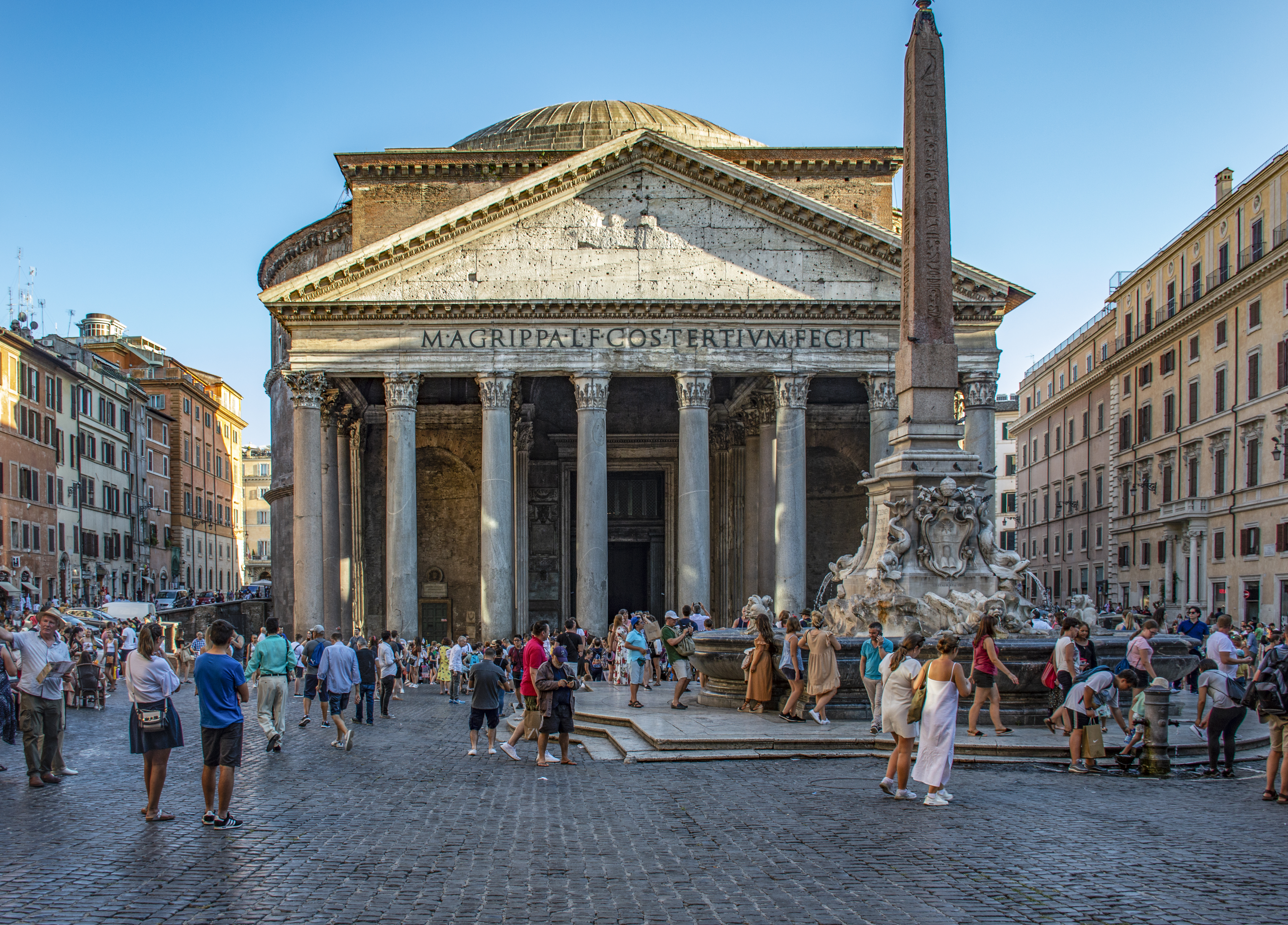
Panteonul din Roma

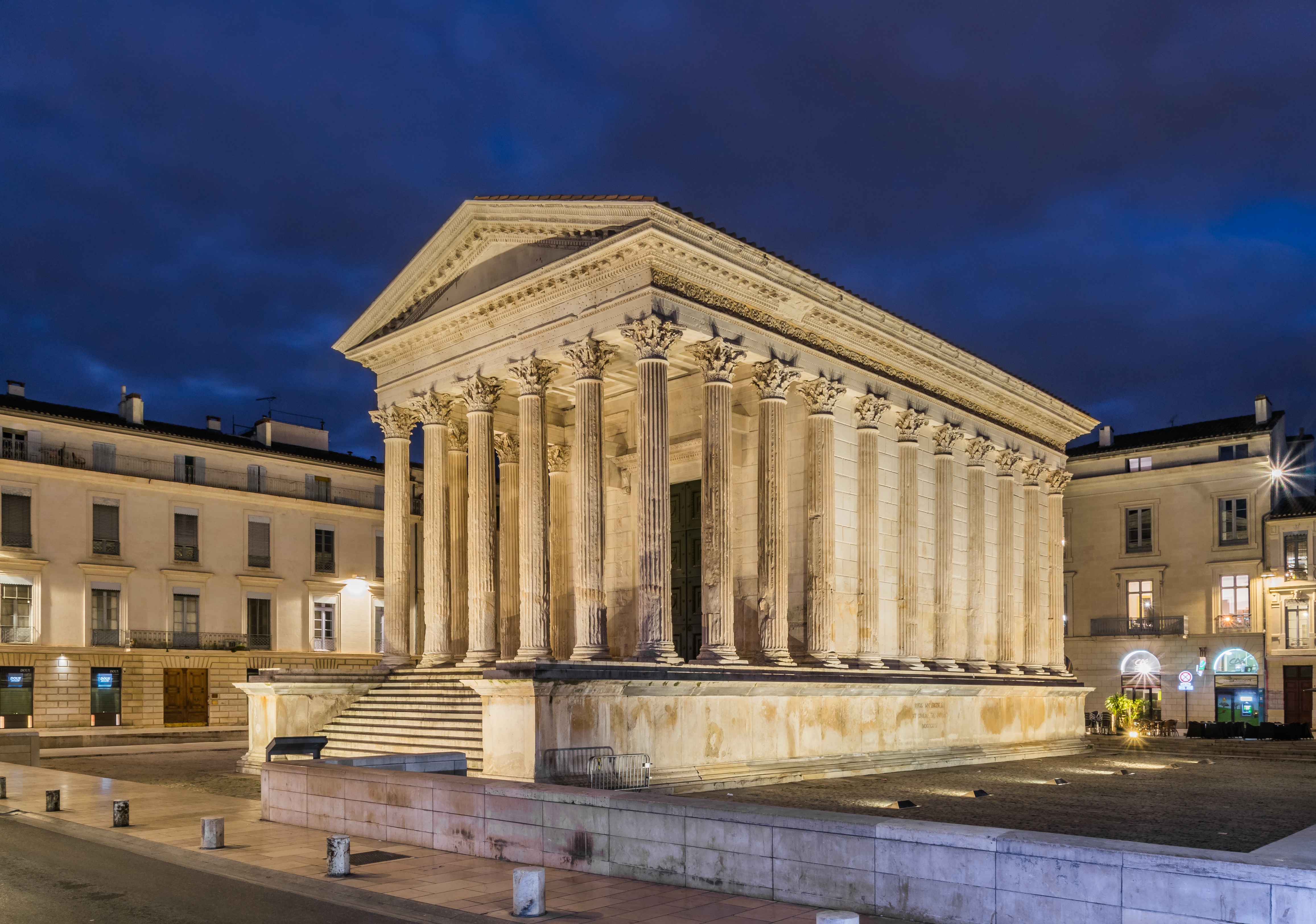
Maison Carrée din Nîmes (Franța), unul dintre cele mai bine conservate temple romane

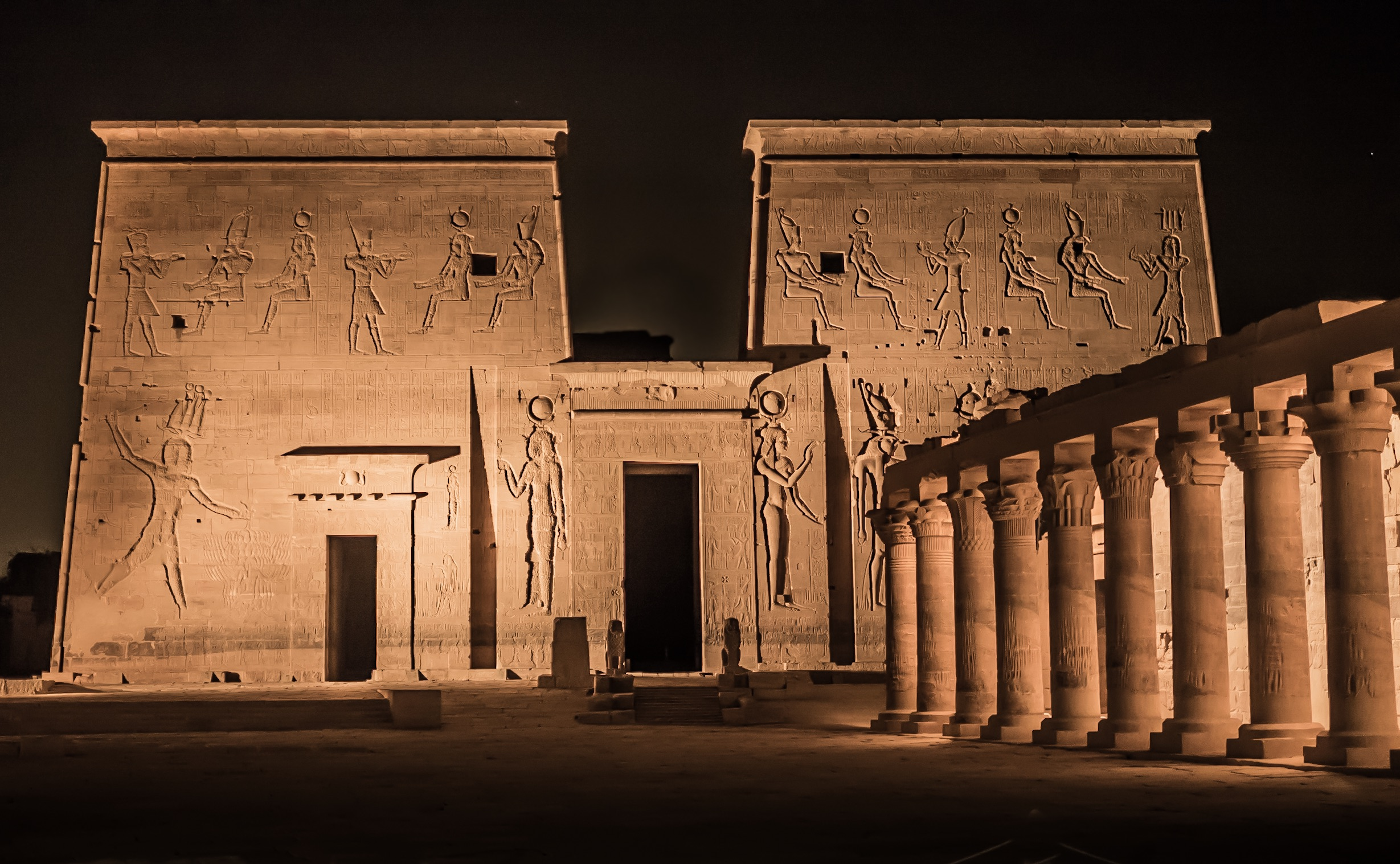
Templul egiptean antic al lui Isis din Philae (Egipt) este un exemplu de arhitectură egipteană bine conservată și sculptură arhitecturală

Templul (latină templum) este un edificiu religios,  un lăcaș sfânt, sacru, unde sunt venerați  în funcție de religie diferite zeități.
Aceste credințe au existat deja în perioada neolotică fapt atestat de descoperirile  arheologice.
Etimologia termenului provine din limba etruscă, de unde a fost preluat în limba latină.
Termenul nu definea la început la grecii antici o clădire ci numai un altar unde se aduceau jertfe zeilor. Templul apare ulterior, cu ritualurile specifice, apreciind după vechime competența templului. Reședința  zeilor în credințele antice, cum ar fi la greci era „Muntele Olimp”, la alte popoare era cosmosul, preocupările zeilor fiind considerată asemănătoare cu cea a oamenilor. 
Pentru credincioși  vizitarea unui templu era o întâlnire cu zeul căruia îi era închinat templul. Viața oamenilor devine tot mai legată de templu, acesta devenind un loc pentru comerț, de învățare și căutări filozofice pentru înțelegerea universului.

## Templele hinduse
Templele hinduse sunt cunoscute prin numeroase nume diferite, variind după regiuni și limbi, printre care Alayam, Mandir, Mandira, Ambalam, Gudi, Kavu, Koil, Kovil, Déul, Raul, Devasthana, Degul, Deva Mandiraya și Devalaya.
Ele sunt mari și magnifice, cu o istorie bogată. Există dovezi ale utilizării terenului sacru încă din epoca bronzului și mai târziu de civilizația din Valea Indusului. Temple hinduse au fost construite în diferite țări din întreaga lume, inclusiv în Cambodgia, Nepal, Mauritius, Indonezia, Bangladesh, Marea Britanie, Statele Unite ale Americii, Australia, Africa de Sud, Malaezia, Singapore și Canada.

## Templele budiste
Acestea includ structurile numite stupa, wat și pagoda în diferite regiuni și limbi. Templele în budism reprezintă pământul pur sau mediul pur al unui Buddha. Templele tradiționale budiste sunt concepute pentru a inspira pacea interioară și exterioară.

## Diverse
Ca semn de recunoștință pentru marele ajutor dat de unele țări la acțiunea de salvare a marilor monumente în anii 60 din zona lacului Nasser, Egiptul le-a dăruit următoarele antichități:

- Templul din Debod (Madrid, Spania) 

- Templul din Dendur (Metropolitan Museum of Art, New York) 

- Templul din Taffeh (Rijskmuseum van Oudheden, Leiden, Olanda) 

- Templul din Ellesya (Torino, Italia) 

- Poarta Kalabsha (Pergamonmuseum Berlin)